# クリーク (社会集団)
クリーク（英語: Clique）とは、社会組織での派閥や小集団のような特定の仲間内のグループを表す言葉である。主に北米で使われる。特に学校生活におけるジョックやナードなどのいわゆる学校内階層を指して使用されることが多い。